# Myrcia margarettae
Myrcia margarettae là một loài thực vật có hoa trong Họ Đào kim nương. Loài này được (Alain) Alain mô tả khoa học đầu tiên năm 1985.